# Giovanni Sanga
Giovanni Sanga (Entratico, 13 settembre 1962) è un politico italiano, dal 10 ottobre 2019 presidente del SACBO.
È stato deputato alla Camera per tre legislature, ricoprendo vari incarichi parlamentari. È stato brevemente deputato nella XVIII legislatura.

## Biografia
Nasce a Entratico, in provincia di Bergamo, il 13 settembre 1962, si è laureato in Economia e Commercio presso l'Università degli studi di Bergamo ed è iscritto all'Ordine dei Dottori commercialisti di Bergamo.
Nel 2004 viene eletto Consigliere comunale di Entratico, venendo rieletto nel 2009, 2014 e nel 2019, dove ricopre tuttora.
Alle elezioni politiche del 2006, elezioni politiche del 2008 e elezioni politiche del 2013 viene eletto deputato della XVII legislatura della Repubblica Italiana nella circoscrizione Lombardia 2 per Uniti nell'Ulivo prima e per il Partito Democratico poi.
È stato relatore in Commissione Finanze ed in Aula di diversi e importanti provvedimenti. Tra questi, le disposizioni volte al potenziamento della lotta alla evasione fiscale, alla emersione e rientro di capitali detenuti all'estero (voluntary disclosure) e alla esecuzione dell'Accordo Foreign account tax compliance act tra Italia e Stati Uniti d'America finalizzato allo scambio automatico di informazioni con diversi Stati esteri. Queste norme hanno consentito la modifica di Convenzioni tra e Italia e Svizzera, Montecarlo e Liechtenstein e di fatto portato all'abolizione del segreto bancario, segnando una svolta nei rapporti finanziari internazionali.
È stato altresì relatore della legge di riforma delle Banche di Credito Cooperativo, del decreto fiscale di rottamazione delle cartelle esattoriali e di liquidazione delle banche venete.
Alle elezioni politiche del 2018 si ricandida alla Camera dei deputati nel collegio di Bergamo e risulta il primo dei non eletti del PD.
Il 10 ottobre 2019 è nominato presidente di SACBO, la Società per l'aeroporto civile di Bergamo-Orio al Serio (SACBO).
Nel gennaio 2021, quando Maurizio Martina si dimette da deputato per ricoprire l'incarico di vicedirettore generale della FAO, Sanga gli subentra al suo posto a Montecitorio, ma si dimette a sua volta per mantenere l'incarico di presidente di SACBO. Gli subentra al suo posto Graziella Leyla Ciagà.